# Ivan Lamper
Ivan Lamper (* 27. prosince 1957 Pardubice) je český novinář, zakladatel a první šéfredaktor týdeníku Respekt (1990–1994). V 80. letech disident, signatář Charty 77 a spoluzakladatel samizdatových časopisů Revolver Revue a Sport.
V roce 1991 mu americký časopis World Press Review udělil cenu Editor of the Year.
Hlavní autor oblíbené rubriky Minulý týden vycházející od roku 1992 na poslední straně Respektu s ilustracemi Pavla Reisenauera. V Respektu pracuje dodnes jako editor.